# Paolo Formentini
Paolo Formentini (Desenzano del Garda, 30 aprile 1980) è un politico italiano, deputato per la Lega dal 2018.

## Biografia
Fin da giovane aderisce alla Lega Nord, diplomato al Liceo Classico di Desenzano, studia scienze politiche per 5 anni all'Università LUISS Guido Carli di Roma, senza però laurearsi. Dal 2007 al 2011 è consigliere comunale a Desenzano del Garda, e allo stesso tempo consigliere provinciale fino al 2014.
Dal 2013 ad aprile 2018 è Segretario Provinciale della Lega Nord di Brescia.
È consigliere della Fondazione Italia USA.
Il 3 luglio 2017, a seguito della vittoria alle elezioni amministrative, viene nominato Vicesindaco di Desenzano del Garda. Viene candidato alle elezioni del 2018 dal centrodestra nel collegio uninominale di Lumezzane alla Camera dei deputati, che vince con il 56,03%, battendo la deputata uscente del centrosinistra Marina Berlinghieri, e venendo quindi eletto deputato.
Dopo aver rassegnato le dimissioni a Desenzano nel luglio 2018, il 4 ottobre 2018 il Presidente della Camera Roberto Fico lo nomina Membro della delegazione dell'Assemblea Parlamentare della NATO, di cui è vicepresidente.
Fa parte delle Commissioni III Esteri (della quale, dal 10 luglio 2019, è vicepresidente) e della commissione d'inchiesta sulla morte di Giulio Regeni.
Alle elezioni amministrative del 2022 viene nuovamente eletto consigliere comunale a Desenzano con 185 voti di preferenza.
Viene rieletto alle elezioni politiche del 2022, fa parte della Commissione Affari esteri e comunitari della Camera, della quale è vicepresidente.